# John C. Danforth
John C. Danforth (Saint Louis, 1936. szeptember 5. –) az Amerikai Egyesült Államok szenátora (Missouri, 1977–1995).